# Durrës (stad)
Durrës ([durəs]; bepaalde vorm: Durrësi; Grieks: Δυρράχιο, Dyrrachio; Italiaans: Durazzo; Latijn: Dyrrhachium; Turks: Dıraç) is een stad (bashki) aan de Centraal-Albanese Adriatische Zeekust. De stad is de hoofdplaats van de  gelijknamige prefectuur, en is met 175.000 inwoners (2011) de tweede stad van het land. Durrës is daarnaast Albaniës belangrijkste havenstad en spoorwegknooppunt. De gemeente is 33 kilometer westelijk van de hoofdstad Tirana gelegen.
Durrës heeft een lange geschiedenis: ze werd beheerst door Grieken (Epidamnos) en Romeinen (Dyrrhachium) en later door Noormannen, Venetianen, Turken en Italianen. De laatsten noemen de stad Durazzo en onder die naam is Durrës gedurende een groot deel van de 20e eeuw bekend gebleven. Van 1914 tot 1920 was Durrës de hoofdstad van het vorstendom Albanië.

## Bestuurlijke indeling
Administratieve componenten (njësitë administrative përbërëse) na de gemeentelijke herinrichting van 2015 (inwoners tijdens de census 2011 tussen haakjes):
Durrës (113249) • Ishëm (5001) • Katundi i ri (10161) • Manëz (6652) • Rrashbull (24081) • Sukth (15966).
De stad wordt verder ingedeeld in 42 plaatsen: Adriatik, Arapaj, Armath, Bisht-Kamëz, Bizë, Borç, Bozanxhije, Draç, Durrës, Erzen, Fllakë, Fshat Manëz, Gjuricaj, Hamallaj (Manëz), Hamallaj (Sukth), Hidrovori, Jubë, Kameras, Kapidanaj, Katundi i Ri, Kërtushaj, Kullë, Kuraten, Lalëz, Likmetaj, Manëz, Manskuri, Perlat, Qerret, Radë, Rinia, Romanat, Rrashbull, Rushkull, Shënavlash, Shetaj, Shkallë, Shkallnur, Sukth, Sukth Fshat, Vadardhë, Xhafzotaj.

## Geschiedenis
Durrës is gesticht in 627 v.Chr door Korinthische Grieken. In de 1e eeuw v.Chr. werd het de hoofdstad van de Romeinse provincie Illyricum. Keizer Hadrianus bouwde er een amfitheater. De stad kwam in de 8e eeuw onder Byzantijns bewind; in de 14e eeuw kwamen de Venetianen. In 1500 arriveerden de Ottomanen, die de stad vervolgens gedurende meer dan 400 jaar beheersten.
Op 15 juni 1914 sneuvelde bij de verdediging van de stad Durrës tijdens de Eerste Wereldoorlog overste Lodewijk Thomson. Hij was de tweede man van een Nederlandse vredesmissie in Albanië. In 1915 annexeerden de Italianen de stad, die ondertussen al de naam Durrës had gekregen. Een jaar later kwamen de Oostenrijkers aan de poorten en viel de stad al snel in hun handen. Vanwege luchtaanvallen van de geallieerden kwam de stad weer snel in handen van de Italianen. In 1918 werd de stad weer onderdeel van Albanië en tussen dat jaar en 1920 zelfs tijdelijk de hoofdstad van het land. Tijdens de Tweede Wereldoorlog werd de stad door Benito Mussolini gebruikt als springplank voor het Balkanschiereiland. In 1940 werd de stad flink beschadigd toen de Italianen de Grieken weg wilden houden.

## Bezienswaardigheden
- Het Amfitheater van Durrës (Amfiteatri i Durrësit)
- Het Archeologisch Museum van Durrës (Muzeu Arkeologjik)
- Het ter gelegenheid van Albaniës honderdjarige onafhankelijkheid in november 2012 onthulde borstbeeld van Ismail Qemali, die als de stichter van het moderne Albanië wordt beschouwd
- August Falises borstbeeld van Lodewijk Thomson, op de strandpromenade
- Resten van het forum en de thermen uit de Romeinse periode
- Het huis waar toneelacteur Alexander Moisi als kind heeft gewoond, in gebruik als museum
- De Fatihmoskee (Xhamia e Fatihut) en Grote Moskee (Xhamia e Madhe)
- Het grote partizanenstandbeeld op de zeedijk
- Plazhi i Durrësit, het strand van Durrës, 's zomers bijzonder populair onder toeristen uit het hele Albanese taalgebied
- De orthodoxe Sint-Paulus- en Sint-Astiuskerk
- De overblijfselen van de Byzantijnse en Venetiaanse stadsmuren (Kasteel van Durrës, Kalaja e Durrësit), met Venetiaanse kanontoren
- Het communistische standbeeld van Musa Ulqinaku
- De roze zomervilla van koning Zog I (Vila e Mbretërore e Durrësit), gelegen op een heuveltop net westelijk van het stadscentrum

## Politiek
De burgemeester van Durrës is sinds 2007 Vangjush Dako van de Socialistische Partij; hij werd tijdens de gemeenteraadsverkiezingen van mei 2011 herkozen. De gemeenteraad telt 45 leden; de zetelverdeling voor de periode 2011-2015 is de volgende:
| Partij | Zetels |
| ------ | ------ |
| PS     | 18     |
| PD     | 14     |
| PDIU   | 4      |
| LSI    | 4      |
| PR     | 2      |
| PDK    | 1      |
| PDS    | 1      |
| PS91   | 1      |

### Internationale betrekkingen
In Durrës is een Belgisch ereconsulaat gevestigd. In de onmiddellijke omgeving van de stad onderhouden ook Bosnië en Herzegovina en Turkije elk een ereconsulaat.

#### Stedenbanden
Durrës onderhoudt stedenbanden met de volgende plaatsen:
- Bari (Italië)
- Istanboel (Turkije)
- Pristina (Kosovo)
- Prizren (Kosovo)
- Thessaloniki (Griekenland)
- Ulcinj (Montenegro)

## Vervoer
Er zijn regelmatige veerdiensten tussen Durrës en de Italiaanse steden Ancona (driemaal per week), Bari (dagelijks) en Triëst (viermaal per week), evenals een treinverbinding met Tirana. De luchthaven van Tirana ligt op een uurtje rijden van Durrës.
De haven van Durrës is de grootste haven van het land. Het is ook een van de grootste havens aan de Adriatische Zee. In 2009 werd er 3,122 miljard ton aan goederen overgeslagen.

## Sport
Voetbalclub KS Teuta Durrës speelt in het seizoen 2014-2015 in de Kategoria Superiore, de hoogste nationale klasse in Albanië. De vereniging heeft haar thuisbasis in het Niko Dovanastadion, dat plaats biedt aan 12.040 toeschouwers.
Op 9 mei 2025 vond de Grande Partenza van wielerkoers Ronde van Italië plaats in Durrës. De eerste etappe naar Tirana werd gewonnen door de Deen Mads Pedersen.

## Geboren
- Nako Spiru (1918-1947), politicus
- Panajot Pano (1939-2010), voetballer
- Bujar Nishani (1966-2022), president van Albanië (2012-2017)
- Mirela Maniani (1976), Grieks speerwerpster
- Edmond Kapllani (1982), voetballer
- Renato Arapi (1986), voetballer
- Florjan Lata (1997), voetbalscheidsrechter

### Woonachtig
- Alexander Moisi (1879-1935), Oostenrijks acteur (woonde er als kind)

### Overleden
- Lodewijk Thomson (1869-1914), Nederlands militair en politicus